# Das große Comeback
Das große Comeback ist ein deutscher Fernsehfilm von Tomy Wigand aus dem Jahr 2011. Die Hauptrollen in der Mediensatire spielen Uwe Ochsenknecht und Andrea Sawatzki. Der Film war für den Grimme-Preis 2012 nominiert. Drehort war in Iversheim in der ehemaligen Gaststätte „Ohm Kock“ bei Bad Münstereifel.

## Handlung
Hansi Haller war in den 1980er Jahren ein erfolgreicher Schlagersänger. Doch seit er nur noch in Baumärkten auftritt und der Ruhm verblasst ist, hadert er mit dem Leben. Auch seine Agenten Swens und Dreher können ihm nicht helfen. Im Eifeldorf Bad Böhlen gibt es den einzigen Hansi-Haller-Fanclub. Seine Mitglieder sind Erika Plausen und Irene Büggel. Erika erhält Besuch von ihrer Tochter Heike, die gerade ihren untreuen Freund nach dessen Seitensprung verlassen hat.
Beim Privatfernsehsender TV4 soll Redakteurin Ute Meier-Thiel den Stuhl für die junge Marion Ackermann räumen. Eine Idee für eine neue Sendung muss her. Als Ute in einem Restaurant Hansis Agenten belauscht, hat sie einen Plan: Eine Doku über „Deutschlands erfolglosesten Schlagersänger“. Sie reist mit Hansi nach Bad Böhlen. Ute findet heraus, dass die Männer im Dorf Hansis Musik nicht leiden können und quält die Bauern mit dessen Liedern. Hansi merkt indessen nicht, dass er sich langsam in Heike Plausen verliebt. Die beiden teilen sich ein Bad und kommen darüber ins Zanken, doch Heike inspiriert Hansi zu einem neuen Lied. Nach einem weiteren Streit wirft Hansi die CD aus dem Fenster, doch Irene findet sie.
Als Ute nach erfolglosen Kampagnen gegen Hansi einpacken soll, beichtet er ihr, dass er einst ein Pornodarsteller war. Ute hat nun einen neuen Trumpf in der Hand, einen Skandal. Sie leitet ihr Wissen an die Bild-Zeitung weiter. Hansi wird vor einer TV-Talkshow vom Aufnahmeleiter mit seiner Vergangenheit – und Utes Verrat – konfrontiert. Hansi besinnt sich und reißt sich hernach in der Live-Sendung sein Toupet vom Kopf und erklärt, das alles seien Jugendsünden gewesen und er nun ein Neuer sei.
Sein von Heike inspiriertes Lied wird von Erika und Irene an einen Radiosender geschickt und ein Hit. Nun hat Hansi ein Comeback und auch Ute profitiert davon.

## Kritiken
„Sowas sieht man im ZDF ja auch nicht alle Tage – eine Satire, die sich gleichzeitig übers Fernsehen und die Schlagerwelt lustig macht, und die, als sich der Zuschauer in Sicherheit wiegt, mittendrin ganz plötzlich in eine gewöhnliche Liebesschmonzette umkippt. … Irgendwann verunglückt der Film aber furchtbar, Sawatzki hat alle Fiesitäten verschossen und Ochsenknecht alias Haller verliebt sich nicht nur in die Tochter der Fanclubvorsitzenden, sondern stürmt ihr auch noch aus dem laufenden Abschlusskonzert entgegen, um sie zu küssen. Sonnenuntergang hat noch gefehlt.“

„Eigentlich schade, dass ‚Das große Comeback‘ kein RTL-Film ist; allein die Sätze der abgetakelten TV-Redakteurin wären große Selbstironie. Wie Andrea Sawatzki diese versoffene Fernsehfrau verkörpert, ist sehenswert. Gleiches gilt für Uwe Ochsenknecht, der eine Traumbesetzung für den abgehalfterten Schlagerstar ist. … Ein Genuss sind auch die Nebenfiguren, etwa Leonard Lansink und Heinrich Schafmeister als Hallers Agenten, Michael Brandner als Schlagerhasser oder Dorothea Walda als ‚Koma-Oma‘, die dem Sänger mütterlich zugetan ist, seit sein Gesang sie erweckt hat.“

„Auf das Happy End des Films hätte man getrost verzichten können – doch das sei geschenkt. Denn was davor kam, war wirklich grandios. ‚Das große Comeback‘ bot gelungene TV-Unterhaltung, die zugleich sehr komisch war, aber auch Kritik an der Schlager- und Medienwelt übte. Zudem schaffte das ZDF das Kunststück, die Schlagerbranche aufs Korn zu nehmen, ohne sich über die Schlagerfans selbst lustig zu machen und damit möglicherweise seine eigenen Zuschauer zu vergrätzen.“

„Seit langem schon versuchen wild entschlossene Teams, dem deutschen Fernsehen eine tolle Komödie ins Programm zu zaubern. Und ein ums andre Mal misslingt das. Aber es kann auch klappen. So wie beim ‚großen Comeback‘ am Donnerstagabend im ZDF. … Die schauspielerischen Leistungen des Protagonisten-Paares, Ochsenknecht als trauriger Clown und Sawatzki als nymphomane Zimtzicke, erreichen endlich mal die dem Genre geschuldete Präzision und Schärfe, so auch die Regie, die ein überzeugendes Timing hinbekommt, so auch das Buch, dessen Pointen manchmal so schön beiläufig wegtropfen, wie es sein soll.“

„Als eine Art Kreuzung zwischen der teuflischen Meryl Streep in Der Teufel trägt Prada und Glenn Close als Cruella de Vil aus 101 Dalmatiner spinnt Sawatzkis Meier-Thiel eine kleine Intrige nach der anderen. Dass der Spagat zwischen der Karikatur der ehrgeizigen Karrierefrau und dem völlig vereinsamten Menschen dahinter zum Ende hin nicht immer gelingt, ist eine der wenigen kleinen Schwächen dieser bissigen und streckenweise wirklich witzigen Satire.“

„(Fernseh-)Komödie um beruflichen Erfolg, eingeschworene Fans und die unvermeidliche Liebe, die einige satirische Seitenhiebe auf das Fernsehgeschäft austeilt.“